# Rocketeer
Pour l’article homonyme, voir Rocketeer (chanson).
Rocketeer est un comic-book de Dave Stevens relatant les aventures d'un jeune aviateur dans les années 1930.
La série a reçu deux Jack Kirby Award, celui du Meilleur dessinateur (Best Artist) en 1985 et celui Meilleur album (Best Graphic Album) en 1986. Le plus cocasse dans cette affaire est que la série a démarré tout à fait accidentellement. Dave Stevens, fan de bandes dessinées, fréquentait la boutique des frères Schanes à San Diego. Ceux-ci venaient de créer leur maison d'édition. L'un de leurs auteurs, Mike Grell, n'avait pas utilisé entièrement l'espace qui lui avait été alloué. En panne d'auteur, les frères Schanes demandèrent à Stevens, qu'ils savaient bon dessinateur, de les dépanner. Et c'est ainsi que Cliff Secord allait naître !

## Synopsis
Habitué aux acrobaties pratiquées dans ses shows aériens, Cliff Secord découvre un prototype de fusée dorsale volé à l'armée par des gangsters.
Volontiers parodique et sexy, la BD nous présente une pseudo Bettie Page en la personne de Bettie, petite amie du héros, et des courses poursuites toutes plus rocambolesques les unes que les autres.
Apparu dans les années 1980, le comic-book retranscrit parfaitement l'esprit pulp et serial des premières bandes dessinées américaines.

## Historique

### Inspiration
La période durant laquelle se déroulent les aventures de Rocketeer est celle de l'immédiate avant-guerre (1938 dans le premier épisode). Si le chômage de masse n'est pas encore complètement vaincu, il disparaîtra avec l'effort de guerre, il a tendance à diminuer et les affaires repartent. Pour autant une bonne partie de la population vit encore de petits boulots tandis qu'un luxe ostentatoire est pratiquée par d'autres. C'est cette ambiance là qui est décrite, par petites touches seulement, dans les aventures dues à Dave Stevens.
Néanmoins le monde que propose le créateur est composite. La petite amie du héros, Bettie, est un sosie de Bettie Page laquelle ne deviendra une icône que dans les années 1950. Lothar, le grand méchant du deuxième cycle est une copie conforme de l'acteur Rondo Hatton qui dut sa carrière à un physique très particulier.
Enfin le personnage du Rocketeer est lui-même inspiré du serial de la Republic Pictures, King of the Rocketmen, en 12 épisodes sorti en 1949 et poursuivi par la suite dans d'autres serials toujours avec les mêmes héros.
C'est ce mélange, a priori fort disparate, mais en fait tout à fait cohérent qui donne toute sa force à la série.
En fait comme il l'avouera plus tard à John Cooke, The Rocketeer était surtout pour lui l'occasion de rendre hommage au vieil Hollywood, celui des séries B, comme celui des architectures improbables.

### Première série
The Rocketeer parait pour la première fois dans le #2 de la revue Starslayer (1982). Les 6 pages qui lui sont consacrées montrent bien que pour l'instant il n'est qu'un personnage parmi d'autres pour l'éditeur Pacific Comics (1981-85). Comme l'histoire est à suivre on retrouve Cliff Secord dans le numéro suivant puis dans le #1 d'une nouvelle revue Pacific Presents (octobre 1982).
Mais l'éditeur qui a voulu grossir trop vite connaît des difficultés et le numéro suivant ne parait que six mois après (avril 1983). Le Rocketeer est alors bel et bien la vedette du journal. Mais les difficultés s'aggravent et l'éditeur finit par être mis en liquidation sans que la première saga soit achevée.
C'est Eclipse Comics qui fait paraître le cycle dans son entier (avec le 5e chapitre donc) en septembre 1985.
Le deuxième cycle des aventures du Rocketeer, Cliff's New York Adventure, sort dans The Rocketeer Adventure Magazine publié chez Comico en juillet 1988. Le numéro #2 se fait attendre un an (juillet 1989) puis Comico met la clé sous la porte. Et là encore la série n'est pas terminée.
Pendant ce laps de temps, Walt Disney Pictures s'intéresse au sujet et sort le film en juin 1991. Malgré d'assez bonnes critiques le film n'obtient pas le succès escompté. Néanmoins Disney sort deux comics. Le premier de 44 planches est signé Russ Heath aux dessins et Peter David à l'adaptation. Le second qui raconte la même histoire est signé Ron Kidd à l'adaptation et Neal Adams aux dessins. Les dessins sont en noir et blanc et en 3D (donc nécessitant des lunettes spéciales).
Finalement c'est Dark Horse Comics qui en janvier 1995 sort le 3e et dernier chapitre de l'aventure commencée chez Comico en 1988.

### Continuation
Avant de mourir en 2008 d'une leucémie, alors qu'il n'a que 52 ans, Dave Stevens donne son accord pour que paraisse en un seul volume toutes les aventures de son héros. C'est IDW Publishing qui est chargé de l'opération et c'est Laura Martin, choisie expressément par le créateur, qui hérite de la mission de refaire entièrement les couleurs. L'édition de luxe est quasiment immédiatement épuisée.
Ceci donne l'idée à IDW de poursuivre les aventures de Cliff et Bettie. Une première série de quatre numéros est lancée en 2011, The Rocketeer Adventures. Une seconde, avec le même titre est lancée en 2012 et compte 3 numéros. Les 19 histoires qui composent ces 7 numéros font toutes 8 pages chacune, et sont toutes écrites et dessinées par des auteurs différents. Le caractère feuilletonant du serial a ici disparu pour laisser place à des histoires teintées d'humour. Aucun des scénaristes ou des dessinateurs n'ayant fait de deuxième histoire, il y a une rupture de ton dans l'écriture des différentes histoires. Ceci est un peu moins vrai pour le graphisme dans la mesure où la plupart des artistes se sont efforcés de dessiner « à la manière de » Stevens, d'où une certaine unité.
Conscient que le Rocketeer méritait de revenir à de vraies aventures plus trépidantes, IDW lance en juillet 2012 une mini-série de quatre épisodes, A Cargo of Doom.

## Publications
La publication de la première série de comics démarre en 1982. L'éditeur Pacific Comics propose le premier chapitre dans sa série Starslayer. Au chapitre trois, Rocketeer passe dans la série Pacific Presents et se retrouve stoppé dès le numéro suivant. C'est l'éditeur Eclipse Comics qui reprendra la série en 1985. Il sortira le cinquième et dernier chapitre tout en rééditant les premiers de Pacific. Après la sortie du film en 1991 et son adaptation en bande dessinée par Disney, c'est Dark Horse qui récupère la licence en 1995. Mais l'éditeur sortira un seul numéro.
En 2011, IDW Publishing obtient les droits du personnage et a lancé depuis lors plusieurs séries : Rocketeer Adventures, Cargo of Doom, Hollywood Horror et The Rocketeer at War.

## Autres médias

### Film
Une adaptation cinématographique nommée Les Aventures de Rocketeer (The Rocketeer), produite par Disney, est sortie en 1991. C'est une histoire originale qui a par la suite été adaptée en bande dessinée.
On y trouvait Billy Campbell (Cliff/Le Rocketeer), Jennifer Connelly (Jenny / l'équivalente de Bettie en moins sulfureux), Alan Arkin (Peevie), Timothy Dalton (Neville Sinclair, le « méchant ») et Paul Sorvino (Eddie Valentine, le gangster patriote).

### Série télévisée
Le 29 juillet 2016, Walt Disney Pictures révèle le développement d'une suite au film avec pour personnage principal une afro-américaine. L'action devrait prendre place 6 ans après l'histoire du premier film, s'intituler 'The Rocketeers' (au pluriel) selon un scénario de Max Winkler et Matt Spicer, produit par Brigham Taylor (en).
Le 19 juillet 2019, Disney annonce la production d'une série d'animation dérivée pour la chaîne Disney Junior, The Rocketeer dont le héros principal est une petite fille du nom de Kit,.

### Jeux vidéo
Le personnage de Rocketeer apparaît en tant que "Bro" jouable dans le jeu Broforce (PC Mac PS4, 2015) sous le pseudonyme de Brocketeer